# Sagina chilensis
Sagina chilensis là loài thực vật có hoa thuộc họ Cẩm chướng. Loài này được Naudin miêu tả khoa học đầu tiên.